# ほ座超新星残骸

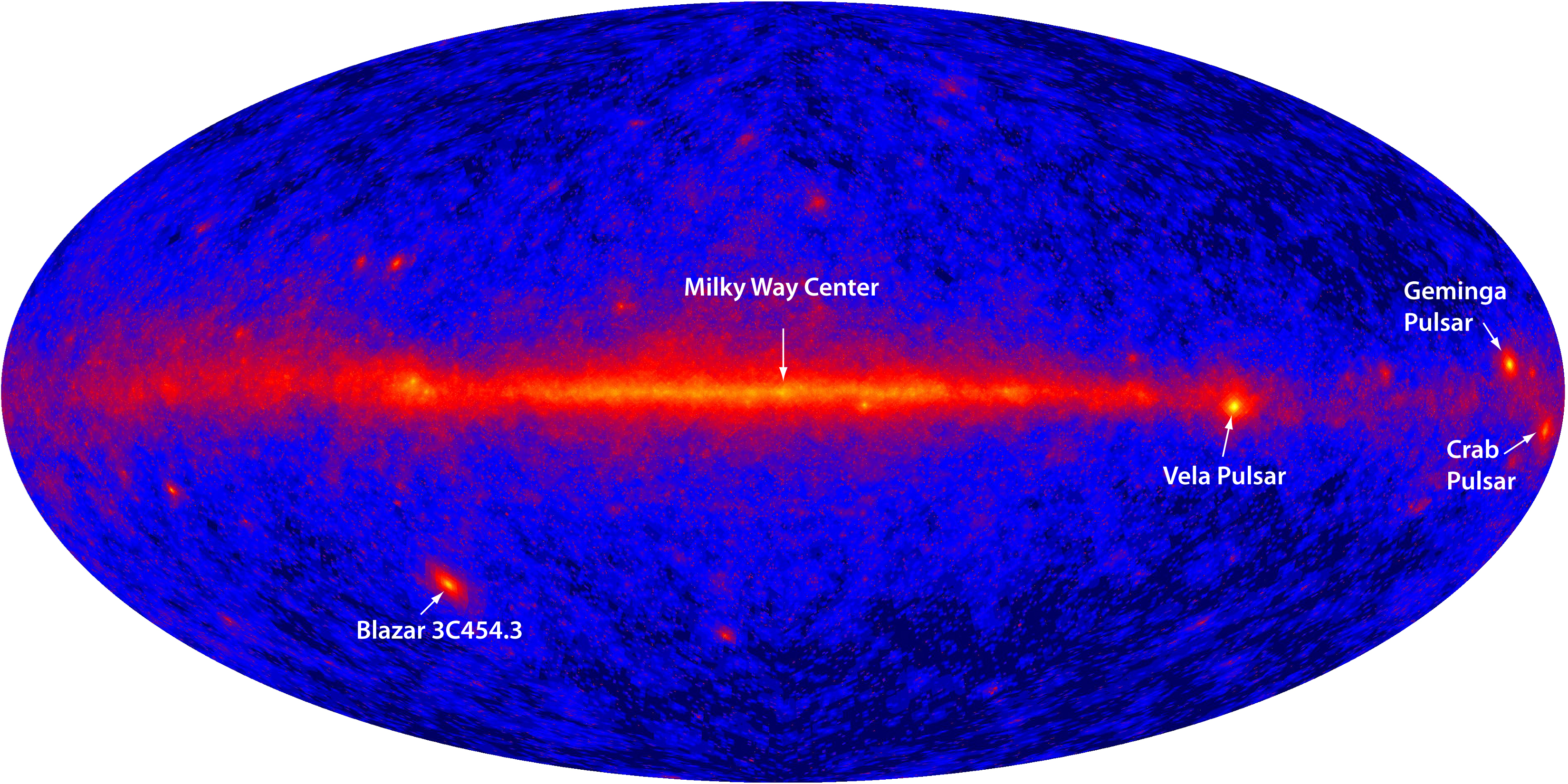
天の川銀河におけるほ座の位置（右側中央） Credit : NASA/DOE/International LAT Team.

ほ座超新星残骸(ほざちょうしんせいざんがい、Vela supernova remnant、Gum 16）は南天の星座ほ座にある超新星残骸。元となった超新星爆発は太陽系から約800光年離れた場所で11,000年から12,300年前に発生した。1968年にシドニー大学の天文学者によって発見されたほ座パルサーとほ座超新星残骸との関連性は、超新星が中性子星を形成するという仮説の直接的な観測上の証明となった。
ほ座超新星残骸はNGC 2736を含んでおり、それとは約4倍離れた位置にあるとも座A（とも座超新星残骸）とも重なり合っている。とも座とほ座の超新星残骸はそれぞれX線領域での観測において最も大きく且つ明るいものに数えられる。
ほ座超新星残骸は既知のもので最も地球に近いものの1つである。ふたご座のパルサーゲミンガと、同じほ座の南東側で発見されたベラ・ジュニアは、さらに太陽系に近い位置にある超新星残骸である。ベラ・ジュニアは太陽系により近く（約650光年）、またより最近（1200年頃）に爆発したにもかかわらず、ほとんどの波長においてほ座超新星残骸に埋もれてしまうため発見が遅くなった。